# چشم‌مرواری
چشم‌مرواری (نام علمی: Scopelarchidae) نام یک تیره از راسته لوله‌سانان است.